# Bulgarische Eishockeyliga 1982/83
Die Saison 1982/83 war die 31. Spielzeit der bulgarischen Eishockeyliga, der höchsten bulgarischen Eishockeyspielklasse. Meister wurde zum insgesamt elften Mal in der Vereinsgeschichte der HK ZSKA Sofia.

## Modus
In der Hauptrunde absolvierte jede der sechs Mannschaften insgesamt 25 Spiele. Der Erstplatzierte der Hauptrunde wurde Meister. Für einen Sieg erhielt jede Mannschaft zwei Punkte, bei einem Unentschieden gab es einen Punkt und bei einer Niederlage null Punkte.

## Hauptrunde
|    | Klub                               | Sp | S  | U | N  | Tore   | Punkte |
| -- | ---------------------------------- | -- | -- | - | -- | ------ | ------ |
| 1. | HK ZSKA Sofia                      | 25 | 20 | 2 | 3  | 160:51 | 42     |
| 2. | Lewski-Spartak Sofia               | 25 | 19 | 2 | 4  | 132:75 | 40     |
| 3. | Akademik Sofia                     | 25 | 13 | 4 | 8  | 108:81 | 30     |
| 4. | HK Slawia Sofia                    | 25 | 13 | 2 | 10 | 107:78 | 28     |
| 5. | Metallurg Pernik                   | 25 | 2  | 2 | 21 | 80:152 | 6      |
| 6. | Bulgarische U20-Nationalmannschaft | 25 | 1  | 2 | 22 | 50:200 | 4      |

Sp = Spiele, S = Siege, U = unentschieden, N = Niederlagen, OTS = Overtime-Siege, OTN = Overtime-Niederlage, SOS = Penalty-Siege, SON = Penalty-Niederlage